# Período legislativo de 1994 a 1998 de Costa Rica
| 28 PLN 25 PUSC | 2 PFD 1 PUAC 1 PAN |

PLN
PUSC
PFD
PUAC
PAN

El Período Legislativo de Costa Rica de 1994 a 1998 fue el período constitucional de funcionamiento de la Asamblea Legislativa que abarcó del 1 de mayo de 1994 al 30 de abril de 1998.
Inició tras realizarse las elecciones legislativas de ese año, en donde resultó vencedor el Partido Liberación Nacional, que obtuvo mayoría con 28 diputados, así como venció en las elecciones presidenciales con su candidato José María Figueres Olsen, hijo del líder histórico del liberacionismo, José Figueres Ferrer. El Partido Unidad Social Cristiana se convirtió en la segunda fuerza política con 25 diputados. 
Durante este período se dio el polémico Pacto Figueres-Calderón, suscrito entre el presidente de la República José María Figueres, el líder del PUSC y expresidente Rafael Ángel Calderón Fournier. Dicho pacto fue particularmente controversial y generó duras críticas entre los opositores al bipartidismo y la población en general, lo que empezó a debilitar el sistema bipartidista del país. El acuerdo incluía el apoyo de ambas bancadas a una serie de proyectos que incluían la liberalización bancaria, la reforma al sistema de pensiones del Magisterio Nacional, la reforma al Código Municipal y la aplicación del tercer Plan de Ajuste Estrutural. También ha sido el único período en que se ha dado la censura a un ministro de gobierno; el ministro de Seguridad Juan Diego Castro Fernández, quien fue censurado casi unánimemente por el Plenario por haber rodeado la sede legislativa como mecanismo de hacer presión para la reforma al Código Penal.
Otros hechos polémicos que se dieron durante este período fueron el cierre del Instituto Costarricense de Ferrocarriles, una prolongada huelga de educadores opuestos a la reforma de pensiones y el descalabro financiero del Banco Anglo Costarricense. 
Este fue el último período en que fue diputado el diputado "Cachimbal", reconocido personaje político cartaginés. 

## Leyes aprobadas
- Liberalización bancaria, que re-creó la existencia de bancos privados, al mismo tiempo que se cerró el estatal Banco Anglo.
- Reforma a la Ley de Pensiones del Magisterio Nacional, la cual generó una extensa huelga de maestros, que no logró retrotraer la reforma.
- Reforma al Código Municipal eliminando la figura del Ejecutivo Municipal por el Alcalde electo democráticamente, eliminando la figura del gobernador provincial y realizando otras reformas a la estructura y elección de los cargos municipales.
- Ley de la Autoridad Reguladora de los Servicios Públicos (ARESEP).
- Ley Orgánica del Banco Central.
- Ley General de Aduanas.
- La "Ley 4-3" la cual establecía que el gobierno saliente podría mantener tres cargos en las Juntas Directivas del Estado y el entrante nombraría 4 cargos nuevos, lo cual fue visto como una repartición de cargos entre los dos partidos principales (ya que normalmente uno era el saliente y el otro el entrante), medida que se mantuvo hasta el 2014 en que el gobierno (que no provenía de ninguno de los partidos tradicionales) se negó a aplicarla.
- Descongelamiento de los bonos del Banco Mundial para la aplicación del Tercer Plan de Ajuste Estructural o PAE-III.[4]
- Introducción del 9-1-1 como número único de emergencias en Costa Rica.

## Censura al Ministro Juan Diego Castro
Castro organizó una protesta con efectivos de las fuerzas policiales que cercó la Asamblea Legislativa y cerró varias calles. Esto, sumado a expresiones en contra de los diputados a los que calificó de cómplices de la delincuencia, generó la indignación de los parlamentarios y de diversos sectores políticos quienes consideraban contrario al espíritu democrático costarricense que la Fuerza Pública interviniera en las labores del Parlamento de esa manera. Inmediatamente comenzaron a escucharse voces clamando por la renuncia de Castro o su destitución por parte del Presidente, sin embargo, Figueres se mantuvo firme. Incluso el entonces presidente del oficialista Partido Liberación Nacional, Rolando Araya Monge, se sumó a las voces que pedían la renuncia de Castro. Finalmente y por primera vez en la historia, el Plenario legislativo decidió censurar a Castro con 55 votos de 57, votando en contra el diputado Ottón Solís Fallas (entonces del PLN) y el diputado Víctor Hugo Núñez, del Partido Agrario Nacional. Castro renunció poco después. 
Moción:

Para que, de conformidad con el inciso 24 del artículo 21 de la Constitución Política, el plenario de la Asamblea Legislativa imponga un voto de censura al Lic. Juan Diego Castro, ministro de Seguridad Pública, por los hechos acontecidos el 7 de diciembre cuando se presentó al Parlamento costarricense con `un contingente policial desproporcionado'. Este acto es un grave error que causa perjuicio a los intereses públicos y violenta la institucionalidad del Primer Poder de la República

## Fracciones
| Partido político | Partido político                  | Diputados | Diputados |
| ---------------- | --------------------------------- | --------- | --- |
|                  | Partido Liberación Nacional       |           | 1. Alberto Cañas Escalante 2. Antonio Álvarez Desanti 3. Francisco Antonio Pacheco Fernández 4. María Lidya Sánchez Valverde 5. Saúl Weisleder Weisleder 6. Sandra Piszk Feinzilber 7. Ricardo Garrón Figuls 8. Ottón Solís Fallas 9. Edelberto Castiblanco Vargas 10. Óscar Ureña Ureña 11. Rolando González Ulloa 12. Leonel Solís Piedra 13. Carmen María Valverde Acosta 14. Manuel Antonio Barrantes Rodríguez 15. Juan Luis Jiménez Succar 16. Luis Gerardo Villanueva Monge 17. Jorge Walter Coto Molina 18. María Luisa Ortiz Meseguer 19. Luis Antonio Martínez Ramírez 20. Álvaro Azofeifa Astúa 21. Víctor Julio Brenes Rojas 22. Luis Alejandro Román Trigo 23. José Roberto Zumbado Arias 24. Gerardo Humberto Fuentes González 25. Roberto Enrique Obando Venegas 26. Claudio Morera Ávila 27. Mario Alfredo Álvarez González 28. Ramón José Velásquez Acuña |
|                  | Partido Unidad Social Cristiana   |           | 1. Rodolfo Méndez Mata 2. Bernal Aragón Barquero 3. Constantino Urcuyo Fournier 4. Anabella Diez Martín 5. José Antonio Lobo Solera 6. Mario Carazo Zeledón 7. Rafael Ángel Villalta Fernández 8. Hernán Fournier Origgi 9. Guillermo Arguedas Rivera 10. Alexander Salas Araya 11. María Elsy Corrales Blanco 12. Gerardo Araya Paniagua 13. Lorena María Vásquez Badilla 14. Alejandro Chaves Ovares 15. Margarita María Albán López 16. Hernán Bravo Trejos 17. Bernardo Benavides Benavides 18. Orlando González Villalobos 19. Rodolfo Brenes Gómez 20. Víctor Eduardo Álvarez Murillo 21. Gonzalo Fajardo Salas 22. Yansi Gómez Calderón 23. Bienvenido Venegas Porras 24. Owen Cole Scarlett 25. Carlos Manuel Femández Alvarado |
|                  | Fuerza Democrática                |           | 1. Gerardo Alberto Trejos Salas 2. Rodrigo Gutiérrez Schwanhausen |
|                  | Partido Unión Agrícola Cartaginés |           | 1. Juan Guillermo Brenes Castillo |
|                  | Partido Agrario Nacional          |           | 1. Víctor Hugo Núñez Torres |

## Presidente de la Asamblea Legislativa
| Presidente               | Legislatura | Partido político |
| ------------------------ | ----------- | ---------------- |
| Saúl Weisleder Weisleder | 1997-1998   | PLN              |
| Jorge Walter Coto Molina | 1996-1997   | PLN              |
| Antonio Álvarez Desanti  | 1995-1996   | PLN              |
| Alberto Cañas Escalante  | 1994-1995   | PLN              |